# Onderstaatssecretaris
Een onderstaatssecretaris (of ondersecretaris van staat), is in veel landen de benaming voor een onderminister (de minister zelf wordt dan veelal aangeduid als Secretaris van staat).

## Verenigd Koninkrijk en Noord-Ierland
In het Verenigd Koninkrijk is een Parliamentary Under Secretary of State (Parlementair ondersecretaris van Staat) een junior member van de regering en is altijd lid van het Lagerhuis (House of Commons). Een Parliamentary Under Secretary of State komt in rang direct onder een minister en staat boven een Parliamentary Private Secretary (Parlementair Privésecretaris), een contactpersoon tussen een minister (of schaduwminister) en hun contactpersoon in het Lagerhuis. Het bekleden van het ambt van Parliamentary Under Secretary of State geldt als een "opstapje" naar het ministerschap.
Een Permanent Under Secretary (Permanent Ondersecretaris) is een ambtenaar die een Brits departement leidt.

## Italië
In Italië is sottosegretario di stato de benaming voor een onderminister. Het ambt vloeit niet voort uit de grondwet maar is geregeld in artikel 10 van de wet van 23 augustus 1988, nr. 400. Een sottosegretario wordt op voordracht van de minister-president en na overleg met de betrokken minister per decreet benoemd door de president. Als aan een sottosegretario de titel van vice ministro (plaatsvervangend minister) verleend is kunnen aan hem ministerstaken worden gedelegeerd.

## Frankrijk
In Frankrijk is een onderstaatssecretaris (Sous-sécretaire d'État) een soort onderminister die verantwoordelijk is voor een bepaald onderdeel van een ministerie. Soms delegeert een minister een deel van zijn bevoegdheden aan de onderstaatssecretaris.

## Hongkong
In Hongkong staat een onderstaatssecretaris aan het hoofd van een departement en werkt nauw samen met bureau secretaries bij de uitvoering van het beleid van de Chief Executive Hong Kong (regeringsleider van Hongkong).